# 2013-as ausztriai parlamenti választás
A 2013-as ausztriai parlamenti választást szeptember 29-én bonyolították le.
A szavazáson a jogosultak háromnegyede, majdnem 4,8 millió polgár vett részt.
A választások kiegyenlített eredményt hoztak, a két koalíciós párt, Ausztria Szociáldemokrata Pártja (SPÖ) és az Osztrák Néppárt (ÖVP) elegendő mandátumot szerzett a kormányzás folytatására.

## Háttér
A Nemzeti Tanács (Nationalrat) 183 tagjának sorsáról 6,4 millió osztrák választójogosult volt hivatott dönteni. A képviselők egy 2007-es törvénymódosítás nyomán első ízben négy helyett öt évre kaptak mandátumot. A választók pártlistákra szavazhattak, amelyek közül a 4%-ot elérők kerültek be a parlamentbe.
Az osztrák alkotmányos berendezkedés szerint az országnak kétkamarás parlamentje van: a felsőházba, hivatalos nevén a Szövetségi Tanácsba (Bundesrat) az egyes tartományok delegálnak képviselőket, az alsóház (a Nemzeti Tanács) tagjait pedig közvetlenül választják meg a polgárok. Bár a kormányfőt (szövetségi kancellárt) formálisan a szövetségi elnök nevezi ki, a kinevezésnél figyelembe kell venni a parlamenti erőviszonyokat is, a Nemzeti Tanács ugyanis többségi szavazattal menesztheti a kormányfőt. A parlamenti választások tehát a gyakorlatban a kancellár személyét is meghatározzák.

## Részvétel
|                                  |                                  |           | jogosultak arányában | szavazók arányában |
| -------------------------------- | -------------------------------- | --------- | -------------------- | ------------------ |
| Választójogosult                 | Választójogosult                 | 6 384 308 |                      |                    |
| Szavazó                          | Szavazó                          | 4 782 410 | 74,91%               |                    |
| érvényes szavazólap              | érvényes szavazólap              | 4 692 907 | 73,51%               | 98,13%             |
| érvénytelen / hiányzó szavazólap | érvénytelen / hiányzó szavazólap | 89 503    | 1,40%                | 1,87%              |
| Távolmaradó                      | Távolmaradó                      | 1 601 898 | 25,09%               |                    |

A 6,4 millió szavazásra jogosult polgárból 4,8 millió vett részt a választásokon (75%).
A részvételi arány némileg alacsonyabb mint öt évvel korábban (–3,9%).
A voksok közül kilencvenezer volt érvénytelen (1,9%).
A legmagasabb a választói kedv Burgenlandban és Alsó-Ausztriában (83-81%), míg a legalacsonyabb Vorarlberg és Tirol tartományokban volt (66-67%).
| Részvételi adatok tartományonként | Részvételi adatok tartományonként | Részvételi adatok tartományonként | Részvételi adatok tartományonként |
| Tartomány                         | Választó- jogosult                | Szavazó                           | Részvétel                         |
| --------------------------------- | --------------------------------- | --------------------------------- | --------------------------------- |
| Burgenland                        | 232 505                           | 192 486                           | 82,8%                             |
| Karintia (Kärnten)                | 444 586                           | 322 284                           | 72,5%                             |
| Alsó-Ausztria (Niederösterreich)  | 1 278 675                         | 1 036 180                         | 81,0%                             |
| Felső-Ausztria (Oberösterreich)   | 1 099 182                         | 861 015                           | 78,3%                             |
| Salzburg                          | 393 276                           | 292 958                           | 74,5%                             |
| Stájerország (Steiermark)         | 973 431                           | 733 745                           | 75,4%                             |
| Tirol                             | 537 042                           | 359 841                           | 67,0%                             |
| Vorarlberg                        | 268 723                           | 177 204                           | 65,9%                             |
| Bécs (Wien)                       | 1 156 888                         | 806 697                           | 69,7%                             |
| Összesen                          | 6 384 308                         | 4 782 410                         | 74,9%                             |

## Eredmények
| Párt     | Párt                               | Szavazat  | Szavazat | Képviselő | Képviselő | +/– |
| -------- | ---------------------------------- | --------- | -------- | --------- | --------- | --- |
|          | Szociáldemokrata Párt (SPÖ)        | 1 258 605 | 26,82%   | 52        | 28,42%    | –5  |
|          | Néppárt (ÖVP)                      | 1 125 876 | 23,99%   | 47        | 25,68%    | –4  |
|          | Szabadságpárt (FPÖ)                | 962 313   | 20,51%   | 40        | 21,86%    | +6  |
|          | Zöld Párt (GRÜNE)                  | 582 657   | 12,42%   | 24        | 13,11%    | +4  |
|          | Frank Stronach csapata (FRANK)     | 268 679   | 5,73%    | 11        | 6,01%     | Új  |
|          | Az új Ausztria (NEOS)              | 232 946   | 4,96%    | 9         | 4,92%     | Új  |
|          | Szövetség Ausztria Jövőjéért (BZÖ) | 165 746   | 3,53%    | 0         |           | –21 |
|          | Kommunista Párt (KPÖ)              | 48 175    | 1,03%    | 0         |           |     |
|          | Kalózpárt (PIRAT)                  | 36 265    | 0,77%    | 0         |           |     |
|          |                                    |           |          |           |           |     |
|          | tovább öt párt (összesen)          | 11 645    | 0,25%    | 0         |           |     |
|          |                                    |           |          |           |           |     |
| Összesen | Összesen                           | 4 692 907 |          | 183       |           |     |

A képviselői helyek több mint háromnegyedét a három legnagyobb párt szerezte meg.
A Szociáldemokrata Párt (SPÖ) és a Néppárt (ÖVP) is veszített a korábbi támogatottságából, így csak 52, illetve 47 széket szereztek a képviselőházban, ami ahhoz viszont elegendő volt, hogy folytathassák a közös kormányzást. Harmadik helyen a Szabadságpárt (FPÖ) végzett, hat fővel gyarapítva a képviselői számát.
A kisebb pártok közül jelentősen növelte a befolyását a Zöld Párt (Grüne), és két újabb szerveződés, az osztrák-kanadai üzletember vezette Stronach Csapat (Frank), valamint a NEOS – Az Új Ausztria és Liberális Fórum is átlépte a 4%-os küszöböt. Kiesett viszont a Jörg Haider alapította Szövetség Ausztria Jövőjéért (BZÖ).